# 리쿠르고스 컵

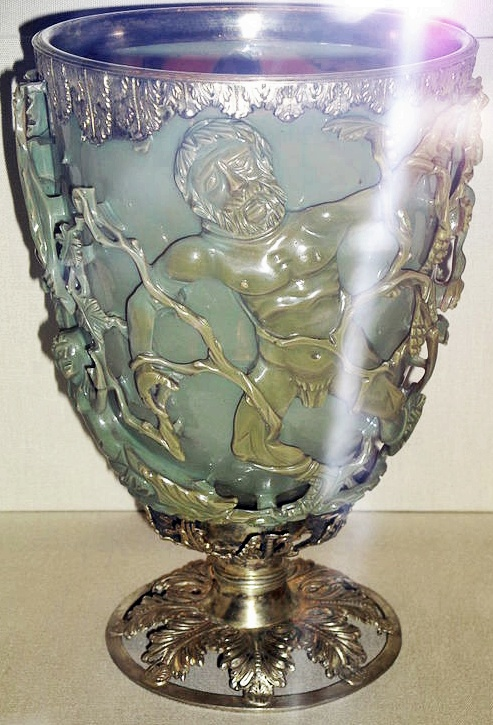
위 사진과 같이 반사광에서 보면 컵의 이색성 유리가 녹색으로 보이지만 투과광에서 보면 유리가 빨간색으로 보인다.

리쿠르고스 컵(Lycurgus Cup)은 4세기 경에 이색성 유리로 만들어진 로마식 유리 케이지 컵으로, 빛의 통과 방식에 따라 다른 색상을 보인다. 빛을 뒤에서 비추면 빨간색, 앞에서 비추면 녹색으로 보인다. 리쿠르고스 컵은 유일하게 이색상 유리로 만들어진 로마 유리 완전 제품이며, 인상적인 색상 변화를 보여줌으로서 "우리가 알고 있는 시대 가장 화려한 유리"로 불러져 왔다.